# Abdellah El Achiri
 (avril 2012).
Si vous disposez d'ouvrages ou d'articles de référence ou si vous connaissez des sites web de qualité traitant du thème abordé ici, merci de compléter l'article en donnant les références utiles à sa vérifiabilité et en les liant à la section « Notes et références ».
Abdellah Elachiri, né le 25 mars 1967 à Agadir, est un arbitre marocain international dans les années 2000.
Il est également père de famille ainsi que directeur de société.

## Parcours
Il est arbitre de la 1re division marocaine depuis 1996. Il occupe le poste d'arbitre central, il est aussi considéré comme l'un des meilleurs arbitres passés par l'histoire du football marocain et africain auprès du défunt Saïd Belqola.
Il a notamment été élu sifflet d'or africain en 2008. Il est aussi le seul Marocain et un des rares arbitres africains ayant dirigé plus de 60 matchs en compétitions africaines, tout comme le seul à avoir guidé 8 derbys Casablancais et 2 finales de la coupe du trône marocaine. Connu par son efficacité et son comportement strict sans oublier sa bonne condition physique  sur le terrain, il est reconnu comme arbitre de grande valeur dans l’histoire du football marocain et africain.

## Désignations nationales & internationales
- 1996-2012 : Ligue Marocaine de football, Coupe du trône  Maroc, CAF Champions league.
- 2002 : Tournoi Francophone  Canada
- 2004 : Coupe d'Afrique des nations  Tunisie.
- 2005 : Coupe du monde des moins de 20 ans  Pays-Bas
- 2006, 2010 : Qualifications de la coupe du monde.
- 2008 : Coupe d'Afrique des nations  Ghana.
- 2008 : Coupe du monde des clubs  Japon
- 2009 : Coupe d'Afrique des nations CHAN  Côte d'Ivoire
- 2009 : Coupe d'Afrique des moins de 17 ans  Algérie
- 2011 : Coupe d'Afrique des nations CHAN  Soudan

## Prix lors de sa carrière sportive
- 2005 : Médaille d'or du meilleur arbitre africain décerné par la CAF
- 2007 : Médaille d'or du meilleur arbitre africain décerné par l'Union arabe de football à Tunis
- 2008 : sifflet d'or africain